# Oscar Nilsson-Julien
Oscar Nilsson-Julien (Londra, 10 gennaio 2002) è un pistard e ciclista su strada britannico naturalizzato francese.

## Palmarès

### Pista
- 2019

Campionati europei, Inseguimento a squadre Junior (con Max Rushby, Leo Hayter, Samuel Watson e Alfie George)
Campionati britannici, Scratch Junior
- 2022

Campionati europei, Omnium Under-23
Campionati britannici, Omnium
- 2023

Trofeu Artur Lopes (Anadia), Corsa a punti
Three Days Aigle, Corsa a punti
Three Days Aigle, Americana (con Valentin Tabellion
Three Days Aigle, Omnium
Grenchen, Omnium
- 2024

Campionati francesi, Corsa a punti

### Strada
- 2023 (AVC Aix-en-Provence, una vittoria)

1ª tappa Vuelta a Hispania Sub-23 (Andorra la Vella > Borja)
- 2024 (AVC Aix-en-Provence, una vittoria)

Classifica generale Tour de Mirabelle

#### Altri successi
- 2022 (Team Inspired)

Grote Geteprijs
Knoet Criterium
Putte
- 2023 (AVC Aix-en-Provence)

Chrono 47, cronosquadre
2ª tappa Vuelta a Hispania Sub-23 (Santo Domingo de la Calzada > Cañas, cronosquadre)
- 2024 (AVC Aix-en-Provence)

Classifica giovani Tour de Mirabelle
4ª tappa Tour du Piémont Pyrénéen (Maubourguet > Pau)

## Piazzamenti

### Competizioni mondiali
- Campionati del mondo su pista

Ballerup 2024 - Americana: 9º
Ballerup 2024 - Omnium: 4º
- Campionati del mondo su strada

Yorkshire 2019 - Cronometro Junior: 9º

### Competizioni europee
- Campionati europei su pista

Gand 2019 - Inseguimento a squadre Junior: vincitore
Gand 2019 - Corsa a eliminazione Junior: 5º
Apeldoorn 2021 - Inseguimento individuale Under-23: 13º
Apeldoorn 2021 - Scratch Under-23: 7º
Anadia 2022 - Inseguimento a squadre Under-23: 4º
Anadia 2022 - Americana Under-23: 2º
Anadia 2022 - Omnium Under-23: vincitore
Apeldoorn 2024 - Inseguimento a squadre: 5º
Apeldoorn 2024 - Scratch: 8º
Apeldoorn 2024 - Corsa a punti: 3º
Cottbus 2024 - Americana Under-23: 5º
Cottbus 2024 - Omnium Under-23: 4º